# Pałac w Dralinach
Pałac w Dralinach – klasycystyczny pałac znajdujący się w Dralinach.
Obiekt jest częścią zespołu pałacowego, w skład którego wchodzą również mały, zaniedbany park i spichlerz.

## Historia
Klasycystyczny pałac posiada XIX-wieczny rodowód, został wybudowany prawdopodobnie w 1898 roku. Pierwsze zabudowania dworskie i siedziba właściciela istniały już w 1747 roku. Ponieważ nie zachowały się żadne pozostałości po dworskich zabudowach, pozwala to domyślać się, że spłonęły w pożarze lub zostały rozebrane. Pałac ponownie został odbudowany, ale już nigdy nie funkcjonował w dotychczasowej formie. Po II wojnie światowej pełnił funkcję ośrodka pomocy społecznej, a później znajdowały się w nim magazyny GS i PGR. W latach 50. i 60. XX wieku prowadzono w nim kursy rolnicze – również w imię hasła „kobiety na traktory”. Od końca lat 80. XX wieku znajdował się w prywatnych rękach. Od 2007 roku właścicielem był Jerzy Koza, a od 2013 r. Lech Świerczyński.

## Architektura
Obiekt wybudowano na planie prostokąta zbliżonego do kwadratu jako budowlę murowaną z cegły i otynkowaną. Pałac posiada dwie kondygnacje. Nakrywa go wysoki, wielospadowy dach ozdobiony lukarnami. Wejście główne do zabytkowego obiektu umieszczono centralnie w fasadzie frontowej, w niewielkim półkolistym ryzalicie, nad którym usytuowany jest taras. W elewacji tylnej umieszczono asymetrycznie dwukondygnacyjne loggie zamknięte trójkątnym przyczółkiem. Pałac został znacznie przebudowany w 2. poł. XX wieku, przez co pozbawiono go pierwotnych cech stylowych oraz zmieniono układ otworów okiennych. Najprawdopodobniej w tym czasie wykorzystywany był jako placówka oświatowa.